# Пацула, Евгений
Евге́ний Пацу́ла (рум. Evghenie Paţula; род. 19 марта 1983, Тирасполь, Молдавская ССР) — молдавский футболист, выступал на позиции нападающего. Бо́льшую часть своей карьеры провёл за тираспольский «Шериф». Провёл 8 матчей и забил 1 гол за сборную Молдавии. Мастер спорта по футболу. Считался одним из самых перспективных футболистов Молдавии.

## Карьера

### Клубная
В 1998 году Евгений Пацула вошёл в состав тираспольского «Шерифа», за который дебютировал в чемпионате Молдавии в сезоне 1999/00, всего за клуб отыграл 4 сезона, три из которых стали для «Шерифа» чемпионскими. В составе тираспольской команды дважды становился обладателем Кубка Молдавии, а в 2003 году выиграл Кубка чемпионов Содружества, на турнире Пацула отыграл все 6 матчей, забив один гол. Сезон 2003/04 провёл в клубе «Тирасполь», сыграв 9 матчей и забив один мяч. В 2004 году пропал без вести, ряд СМИ ошибочно сообщили о том, что он умер, Евгений вернулся спустя год. Он сумел ещё немного поиграть в высшей лиге Молдавии за бендерское «Динамо», после чего окончательно покинул футбол.

### В сборной
Пацула дебютировал в составе сборной Молдавии 27 марта 2002 года в товарищеском матче против сборной Венгрии, который проходил в Кишинёве. Единственный гол за национальную команду забил 20 ноября того же года в товарищеском матче против сборной Венгрии. Всего за Молдавию Евгений сыграл 8 матчей, три из которых в рамках отборочного турнира Чемпионата Европы 2004 года.

## Личная жизнь
Спустя какое-то время, после выступления в «Динамо», Пацула получил тюремный срок три с половиной года за разбойное нападение и сел в тюрьму. 20 сентября 2013 года, отсидев два с половиной года, Евгений вышел на свободу. После своего освобождения Пацула стал отцом, 8 июля 2014 года его супруга родила на свет девочку Ксению.

## Достижения
- Чемпион Молдавии (3): 2001, 2002, 2003
- Обладатель Кубка Молдавии (2): 2001, 2002
- Обладатель Кубка чемпионов Содружества (1): 2003